# José María Blanco Martínez
José María Blanco Martínez (Barcelona, 1935) és un actor, guionista i director català. Ha treballat en pel·lícules coproduïdes entre Itàlia i Espanya.

## Biografia
Format a l'Institut del Teatre de Barcelona, l'Escola d'Actors (Barcelona) i el Conservatori del Liceu, José María Blanco ha representat gairebé vint obres de teatre i format part del repartiment de més de 100 sèries de televisió, telefilms i llargmetratges.
Ha rodant amb directors com José María Nunes, Vicente Aranda, José Antonio de la Loma, Carlos Benpar, John Liu, Juan Carlos Olaria, Carles Torras o José Durán.
Va ser l'actor fetitx de José María Nunes, amb qui va treballar a les pel·lícules Biotaxia (1968), En secreto... amor (1983), Gritos... a ritmo fuerte (1984), Amigogim (2002), A la soledat (2008) i Res publica (2010).
Amb José Antonio de la Loma va rodar Metralleta Stein (1975) al costat de John Saxon i Francisco Rabal, Las alegres chicas de El Molino (1977), Jugando con la muerte (1982) amb Maud Adams, Max von Sydow, George Peppard i Chuck Connors, Perras callejeras (1985), Lolita al desnudo (1991) al costat d'Andrew Stevens i Tres días de libertad (1996).
Ha compartit repartiment en produccions internacionals amb actors com Virna Lisi, Bo Derek, Jean-Pierre Cassel, Mira Sorvino, o Max Von Sydow.
Ha participat a sèries de televisió espanyoles com La Riera, Doctor Mateo, Hospital Central o El secreto de Puente Viejo. També ha estat sol·licitat com a actor a Itàlia, on va treballar als ordes de Giorgio Capitani a Papa Luciani - Il sorriso di Dio (2006).
El 2012 va ser candidat al Premi Gaudí al millor actor secundari pel seu paper a Open 24 h de Carles Torras. En 2014 va ser el guardonat amb el premi al Millor Actor pel seu paper interpretat al curtmetratge La otra cena d'Albert Blanch, al Festival de Cinema Independent de Cardiff.
Com a director ha dirigit dos llargmetratges, Òscar, Kina i el làser, pel·lícula infantil de 1978 basada en el llibre de Carmen Kurtz, i Bueno y tierno como un ángel de 1989 basada en una novel·la de Carlos Pérez Merinero amb Pilar Bardem i Amparo Moreno.

## Filmografia com a actor

### Cinema
- Complexus (1968)
- Biotaxia (1968) (com Pablo Busoms)
- Gris (1969)
- Der heiße Tod / Island of Despair (1969)
- Las crueles (1969)
- La mujer celosa (1970)
- Hola, señor Dios (1970) (com Pablo Bussoms)
- El último viaje (1974)
- Los muertos, la carne y el diablo (1974)
- Sensualidad (1975)
- Gatti rossi in un labirinto di vetro (1975)
- Metralleta Stein (1975)
- La diosa salvaje (1975)
- La muerte del escorpión (1976)
- Una prima en la bañera (1976)
- Las alegres chicas del Molino (1977)
- El despertar de los sentidos (1977)
- Made in China (1982)
- Jugando con la muerte (1982)
- En secreto... amor (1983)
- L'home ronyó (1983)
- El enigma del yate (1983)
- Gritos... a ritmo fuerte (1984)
- De grens (1984)
- Acosada (1985)
- El sistema de Robert Hein (1986)
- Eterna historia (1986)
- Crónica sentimental en rojo (1986)
- Tempesta d'estiu (1987)
- En penumbra (1987)
- El extranger-oh! de la calle Cruz del Sur (1987)
- Quimera (1988)
- Plaza Real (1988)
- La diputada (1988)
- Bueno y tierno como un ángel (1989)
- Lolita al desnudo (1991)
- Capità Escalaborns (1991)
- Visions d'un estrany (1991)
- Tiempos mejores (1994)
- Hermana, pero ¿qué has hecho? (1995)
- Tres días de libertad (1996)
- Corsarios del chip (1996)
- Hazlo por mí (1997)
- Nunca (1998)
- Negra rosa (1998)
- No pronunciarás el nombre de Dios en vano (1999)
- Jaizkibel (2001)
- Reflejos (2002)
- Semana Santa (2002)
- Amigogima (2002)
- Cara perdida (2003)
- Entre el cielo y el infierno (2004)
- Centenario (2004)
- Estrella P (2005)
- J'ai vu tuer Ben Barka (2005)
- La velocidad funda el olvido (2007)
- Lazos rotos (2008)
- A la soledat (2008)
- La despedida (2008)
- Todas las familias felices (2009)
- Res publica (2009)
- Ingrid (2009)
- Open 24H (2011)
- Rocco tiene tu nombre (2015)
- ¡Diosa Laia! (2015)
- Sweet home (2015)
- Seguimi (2017)
- Lone Wolves (2017)
- Gina (2018)

### Televisió
- Ficciones sèrie de televisió (3 episodis, 1973-1981)
- La puerta indiscreta (1973)
- Los ojos de la pantera (1974)
- El gran enigma (1981)
- La comedia sèrie de televisió (1 episodi, 1983)
- Sólo para hombres (1983)
- La granja (1989) sèrie de televisió
- Galeria de personatges sèrie de televisió (1 episodi, 1991)
- Verdaguer. L'espiga enmig de la zitzània? (1991)
- Al salir de clase sèrie de televisió (1 episodi, 1998)
- Nunca digas adiós (1998)
- Periodistas sèrie de televisió (1 episodi, 1998)
- Asignatura pendiente (1998)
- Sota el signe de... sèrie de televisió (1 episodi, 1999)
- Cranc (1999)
- La memoria e il perdono (2001) Mini-sèrie de televisió
- Mónica telefilm (2003)
- El cor de la ciutat (2000) sèrie de televisió (2003-2004)
- ¿Se puede? sèrie de televisió (1 episodi, 2004)
- Porca misèria sèrie de televisió (2 episodi, 2005)
- Bitllet obert (2005)
- Adéu a l'esperança (2005)
- Zeru horiek (2006) Film TV
- El cas de la núvia dividida (2006) Film TV
- Papa Luciani: Il sorriso di Dio (2006) Mini-sèrie de televisió
- Il commissario De Luca (2008) Mini-sèrie de televisió
- Zodiaco (2008) Mini-sèrie de televisió
- Hospital Central sèrie de televisió (2 episodis, 2003-2009)
- No podemos mirar hacia otro lado (2009)
- Háblame de Andrea (2003)
- Enrico Mattei - L'uomo che guardava il futuro (2009) Mini-sèrie de televisió
- El enigma Giacomo (2009) telefilm
- Doctor Mateo sèrie de televisió (1 episodi, 2009)
- De cómo consejos vendo, que para mí no tengo (2009)
- Il segreto sèrie de televisió (2013-2014)

## Filmografia com a director
- Complexus (1968), (curtmetratge)
- Òscar, Kina i el làser (1978)
- Bueno y tierno como un ángel (1989)